# Chocz
Chocz é um município da Polônia, na voivodia da Grande Polônia, no condado de Pleszew e sede da comuna de Chocz. Estende-se por uma área de 6,88 km², com 1 802 habitantes, segundo os censos de 2016, com uma densidade de 261,6 hab/km².

## Localização
Chocz situa-se no baixo Prosna, na borda da planície de Rychwalska. Cidade privada da Polônia do Congresso, estava localizada, em 1827, no condado de Kalisz, voivodia de Kalisz. Nos anos 1975-1998, a cidade pertenceu à voivodia de Kalisz.

## História

### Primeira República

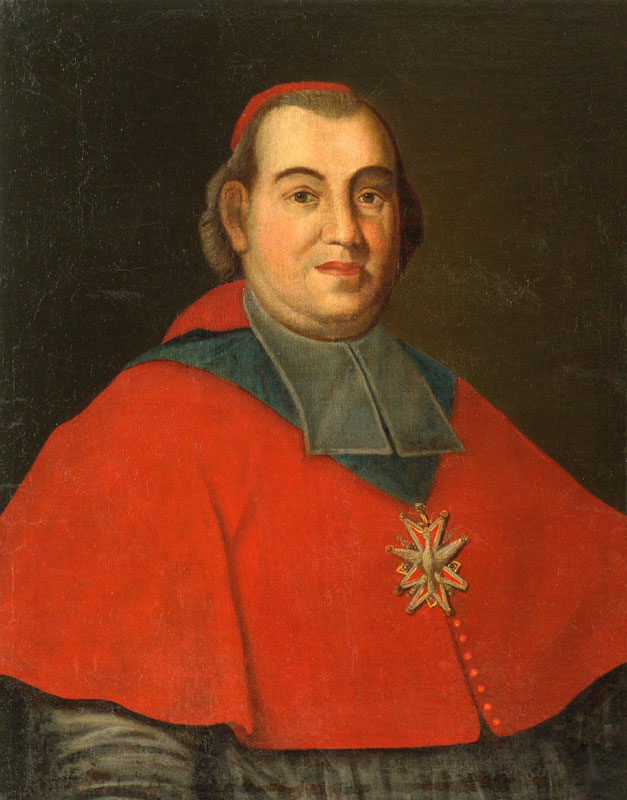
Cardeal-presbítero Jan Aleksander Lipski

Na Idade Média, havia no local um castelo ducal, mencionado em fontes escritas de 1294 sob o nome de Chodecz, ou também mencionado em documentos: Chodec, Chotecz, Chocia, Chodcza.
O primeiro acontecimento histórico mencionado nas fontes é a estadia do duque da Grande Polônia, Premislau II, que em 27 de maio de 1294 concedeu um privilégio ao pároco Santo Adalberto de Kalisz. Até 1654, a aldeia de Lipe era a sede da família Lipski do brasão de armas Grabie.
O fundador de Chocz é considerado Casimiro, o Grande, que ordenou a construção de um pequeno castelo numa ilha fluvial, servindo de estação na rota que liga o Castelo real de Kalisz ao castelo de Pyzdry. Ele provavelmente concedeu ao assentamento um alvará municipal. Após a morte de Luís I da Hungria em 1382, Bartosz Wezenborg, starosta de Odolanów, assumiu o castelo e o ampliou.
A partir do século XV, Chocz passou a ser uma cidade particular. Não se sabe qual foi o motivo da transição de cidade do domínio real para uma propriedade privada. Era propriedade de famílias nobres da Grande Polônia, inicialmente a família Chodecki do brasão de armas Poraj. Os proprietários da cidade eram Maciej de Chocz, estudante de 1429 da Universidade Jaguelônica, e Stanisław de Chocz, um starosta de Kalisz. Durante a Guerra dos Treze Anos, em 1458, durante o congresso em Koło, Chocz foi qualificada para a última categoria de cidades e vilarejos, e por isso ela enviou apenas dois homens armados para esse conflito.
Através da família Oleśnicki, a cidade passou para as mãos da família Ostroróg, do brasão de armas Nałęcz. Em 1556, Chocz passou para as mãos da família Marszewski do brasão de Rogala, que eram protestantes e tomaram a paróquia dos católicos, entregando-a aos Irmãos tchecos, um movimento protestante fundado em 1457. Em 1575, o proprietário da cidade, Jan Marszewski, filho de Wojciech, confirmou as doações do pai para os Irmãos tchecos. No final do século XVI, a família Trąpczyński tornou-se proprietária. Em 13 de junho de 1592, eles assinaram um contrato de arrendamento para as cidades de Chocz e Kwilenie, mencionando no texto o nome do local onde os camponeses moravam em Kalisz. Em 13 de junho de 1592, eles escreveram um contrato de arrendamento para a propriedade "Chocz e Kwilenie". O conteúdo do contrato inclui os nomes de áreas circundantes. No início do século XVII, a cidade tornou-se propriedade da família Mycielski do brasão de armas de Dołęga. Em 1612, Krzysztof Mycielski confirmou os privilégios dos Irmãos tchecos. Em 1619, Zofia e Krzysztof Mycielscy prometeram a cidade de Chocz e a vila de Kwilenie com terras adjacentes a Dobrogost e Zofia Brzechwom. O contrato é uma fonte de informações sobre os ativos dos Mycielski. Os bens adjacentes eram as aldeias de Olesiec e Mycielinko. Atiradores foram colocados na floresta, um em Kwileń e outro em Mycielink. Padeiros, cervejeiros, produtores de vodka e pescadores operavam na cidade.

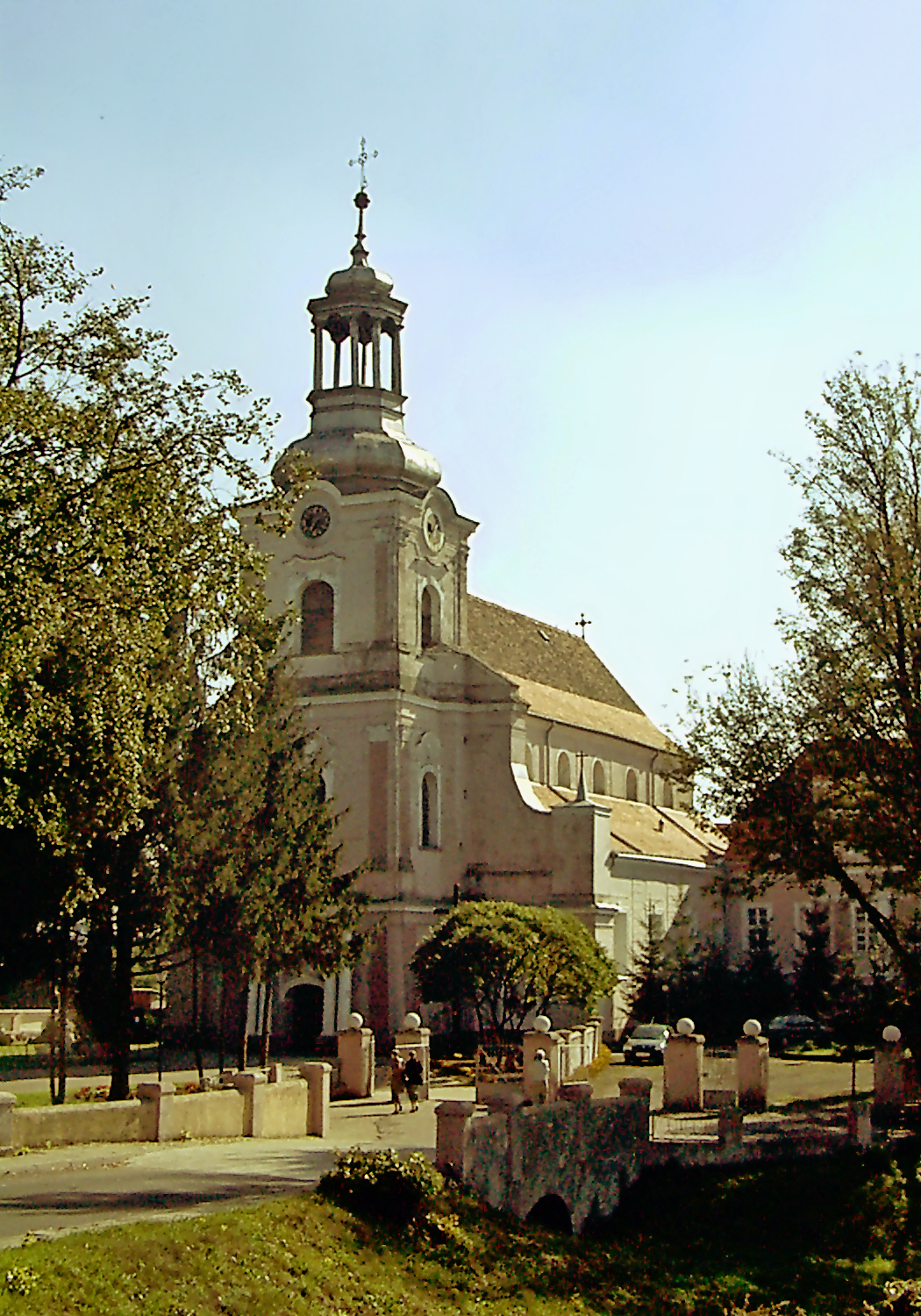
Igreja da Assunção da Virgem Maria e de Santo André, Apóstolo

Em 1620, Chocz foi adquirida pela família Lipski do brasão de armas Grabie de Lipe. O primeiro proprietário foi Prokop, depois Andrzej Lipski. Andrzej Lipski, filho de Jan, foi criado na fé calvinista. Foi educado na Universidade Rosier de Estrasburgo (mais tarde também estudou em Heidelberg), onde em 1592 defendeu uma certa tese legal. Imediatamente depois de retornar ao país, ele se converteu ao catolicismo. Em 1603 foi ordenado sacerdote. Em 1616 foi nomeado bispo de Lutsk (até 1622) e em 1623 bispo de Kruszwica (até 1631). Em 1620, após a morte de Stanisław Żółkiewski, ele assumiu o cargo de Grande Chanceler da Coroa. Em 1630, tornou-se bispo de Cracóvia. Como católico devoto, Andrzej removeu os protestantes de Chocz, retirando-lhes a igreja de São Lourenço. Em 1629, iniciou a construção da igreja da Assunção da Virgem Maria e de Santo André, Apóstolo em Chocz, que mais tarde foi elevada à categoria de igreja colegiada. Esta igreja foi construída sobre as fundações do castelo da época de Casimiro, o Grande, e ao lado da residência dos Senhores de Chocz - atual palácio dos presbíteros. Um ano depois, começou também a construção dos primeiros edifícios de madeira do mosteiro e da igreja de São Miguel, para onde levou os padres franciscanos reformados, que deveriam lutar contra a heresia protestante.
Em virtude do privilégio concedido em 1622 por Sigismundo III Vasa, Chocz, juntamente com as propriedades próximas, permaneceram para sempre nas mãos da família Lipski ou de sua família imediata. Em 1629, Andrzej recebeu permissão do rei para montar um capítulo, que foi confirmado pelo Papa Urbano VIII em 1631. Sob a fundação, foi decidido que apenas os Lipski, do brasão Grabie, ou uma pessoa intimamente relacionada à família Lipski poderia ser padre em Chocz. O capítulo consistia em: um protonotário apostólico, curador, deão e seis vigários. Uma escola para estudantes da família Lipski foi fundada na igreja colegiada. O ato da fundação também previa um hospital para cônegos aposentados.
Em 1653, criou-se uma Congregação de Franciscanos Reformados. No início do século XVIII, os edifícios de madeira do complexo monástico corriam o risco de desabamento. Por esta razão, tomaram a iniciativa de construir novas igrejas e edifícios monásticos, desta vez de tijolos. A consagração da igreja de tijolos construída do zero foi realizada em 1733 por Franciszek Kraszkowski, arcebispo de Gniezno.

### Período da partição
Na Segunda partição (23 de janeiro de 1793), Chocz ficou sob o domínio do Reino da Prússia, na província da Prússia Meridional, departamento de Kalisz.

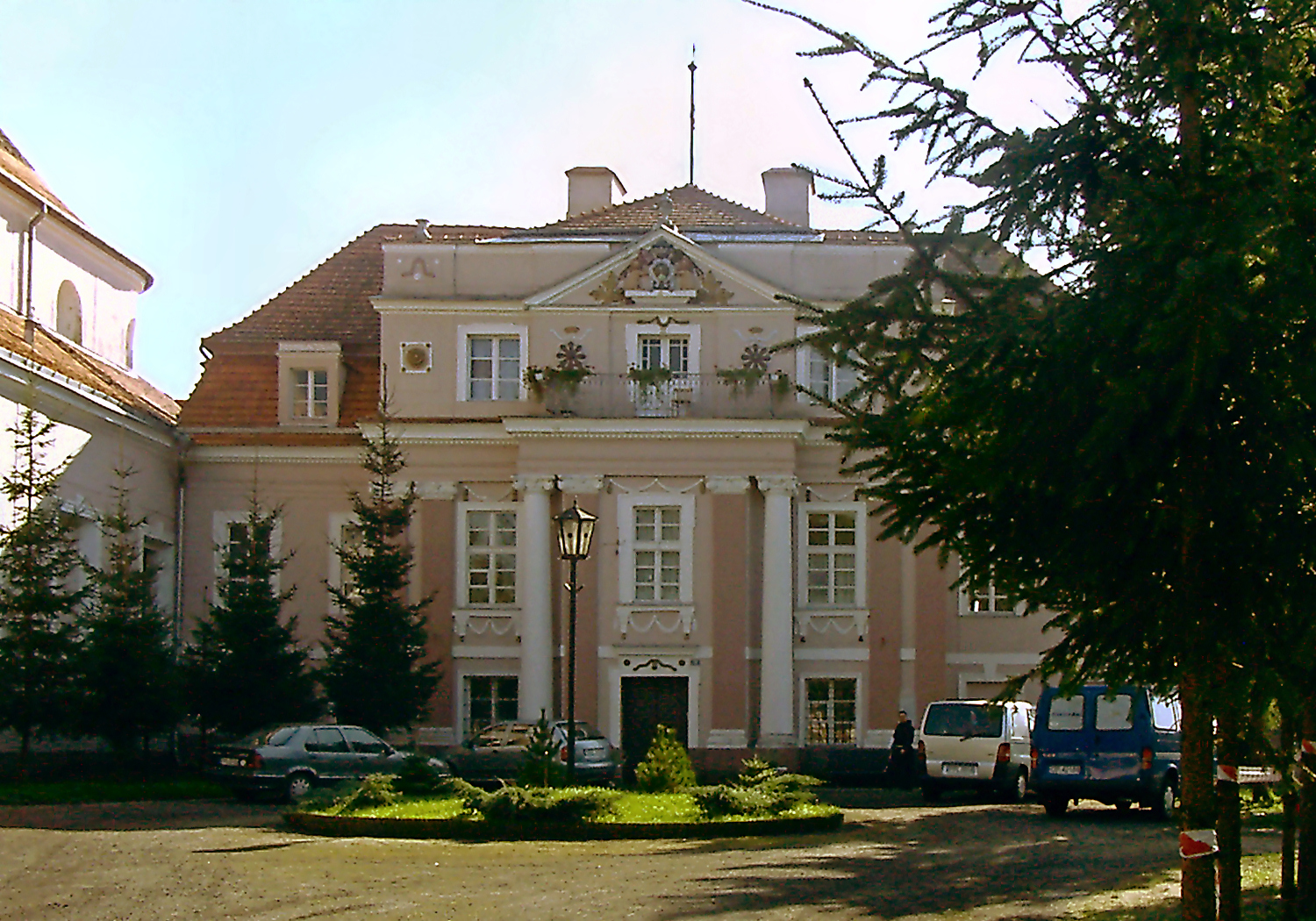
Palácio do protonotário apostólico, agora do presbítero

A propriedade dos Lipski foi confiscada pelas autoridades prussianas em 1797. Isto aconteceu após a morte de Kazimierz Lipski e antes de Wojciech Lipski assumir o presbitério. Os ex-proprietários recorreram, mas em 17 de dezembro de 1798 o tribunal confirmou a decisão de confisco. As autoridades prussianas introduziram uma nova administração, idioma e apoiaram o comércio e a colonização prussiana. Durante esse período, os colonos foram implantados nas áreas das aldeias atuais de: Nowa Kaźmierka (anteriormente Holendry Kaźmierskie), Józefów (anteriormente Holendry Józefowskie), Nowolipsk (anteriormente Holendry Nowolipskie e New Lipe). Naquela época, Chocz também experimentou desenvolvimento temporário.
Nos anos de 1807 a 1815, Chocz localizava-se dentro das fronteiras do Ducado de Varsóvia, no departamento de Kalisz. As resoluções do Congresso de Viena de 1815 causaram a divisão da Grande Polônia entre a partição prussiana (Grão-Ducado de Poznań) e a partição russa (Polônia do Congresso). O rio Prosna, fortemente vigiado, tornou-se a fronteira dos dois países. Os postos de fronteira vêm deste período. Naquela época, a cidade tinha uma ligação rodoviária com Pleszew através de uma ponte de madeira sobre o Prosna, perto de Grodzisko. As pessoas da cidade estavam envolvidas principalmente na agricultura, o comércio era subdesenvolvido.
Durante a Revolta de Janeiro, em 1 de maio de 1863, as tropas do coronel Edmund Taczanowski combateram uma escaramuça perto de Chocz (na fazenda Olesiec) e derrotaram a tropa de reconhecimento russa, libertando Chocz.
Em 2 de março de 1864, foi dado aos camponeses a propriedade da terra que trabalhavam, combinada com a abolição dos encargos feudais. No entanto, não se aplicava a agricultores que viviam em cidades agrícolas. O decreto de 9 de novembro de 1866 concedeu aos burgueses o terreno para propriedade, os arrendatários dos burgueses tiveram a possibilidade de comprar o terreno.
Na virada de 1869 e 1870, as cidades no Polônia do Congresso foram reclassificadas. De acordo com este censo, Chocz foi classificada em uma das cinco categorias de cidades. Na época, o estado de desenvolvimento e o número de residências eram o seguinte: 3 casas de tijolos e 100 casas de madeira, com 1 230 habitantes, incluindo 1 214 cristãos, e 16 judeus. Os imóveis eram habitados por 878 agricultores burgueses e 128 habitantes da cidade, não agricultores. Em decorrência disso, Chocz perdeu os seus direitos de cidade e foi considerada junto com outras cidades do condado de Kalisz (Chocz, Iwanowice, Koźminek, Opatówek, Staw, Stawiszyn) como uma vila.
Por iniciativa dos habitantes e com o consentimento das autoridades da divisão, a Guarda Voluntária de Incêndios foi criada em 1908. Um banco cooperativo também foi estabelecido. No início do século XX, Chocz foi afetada por incêndios que destruíram grande parte dos edifícios. Em 1912 e 1913, prédios residenciais foram incendiados e, em 9 de agosto de 1914, grande parte de Chocz foi incendiada.

### Segunda República
No período entre guerras, Chocz era um centro de vários ofícios, mas a cidade não sobreviveu a muito desenvolvimento econômico, também devido ao fato de que a Grande Depressão na Grande Polônia durou até 1935.
Até 1938, Chocz pertencia à voivodia de Łódź, após esse período o condado de Kalisz foi incluído na voivodia de Poznań.
O número de habitantes também aumentou e em 1939 chegou a 1 600 habitantes.

### Segunda Guerra Mundial

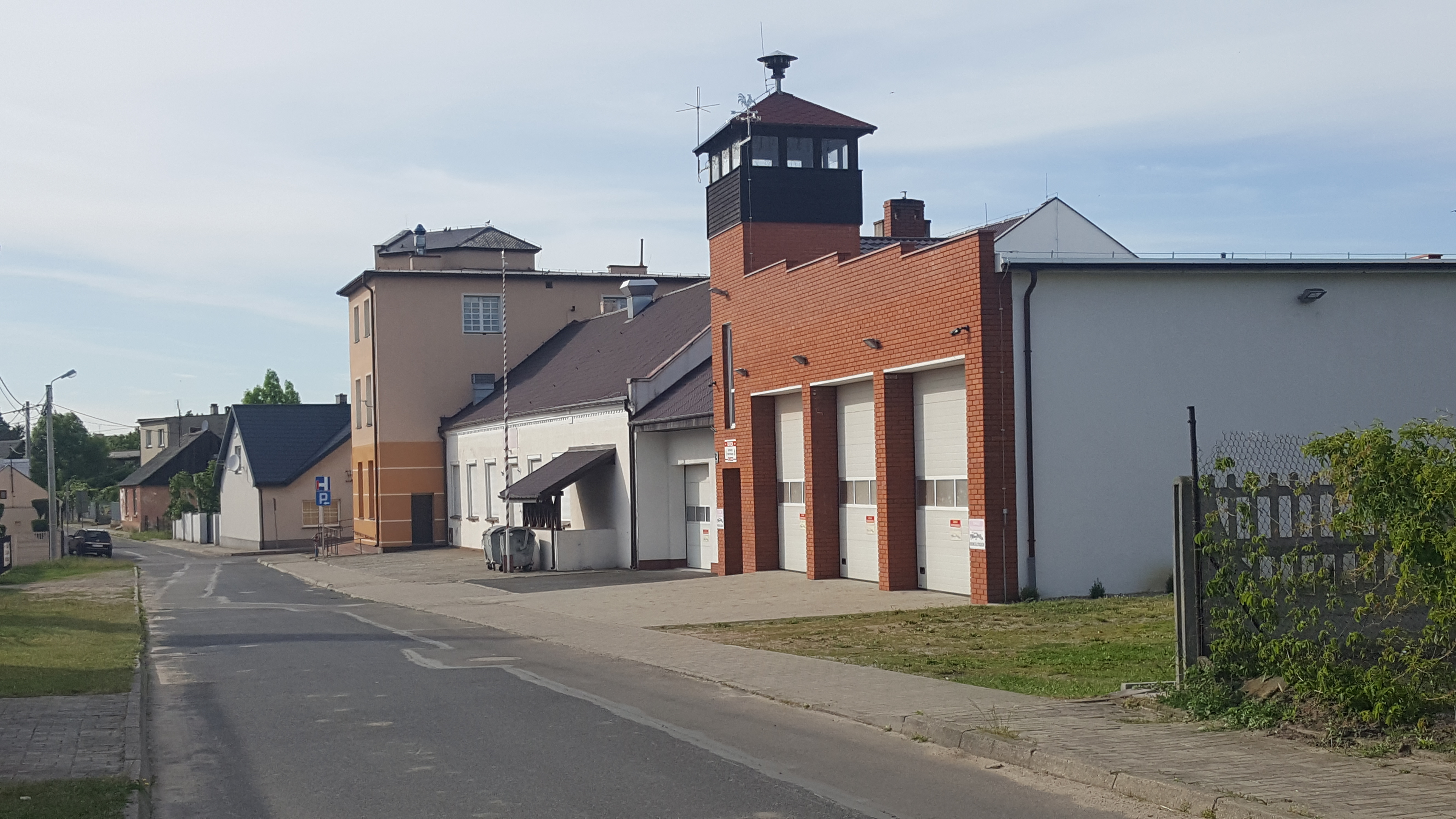
Edifício dos bombeiros voluntários

A Wehrmacht ocupou, sem dificuldade, Chocz (renomeada Petershagen) em 4 de setembro de 1939, estabelecendo sua própria administração. Em virtude de um decreto de 8 de outubro de 1939, Chocz foi incorporada à Alemanha Nazista e se viu no território da Terra do Varta (alemão: Wartheland), na região de Kalisz. A germanização foi planejada para 10 anos. A minoria alemã nesta área estava dispersa e frequentemente polonizada. Este estado de coisas causou o extermínio da população judaica e depois, da polonesa. O pároco, padre Roman Pawłowski, foi baleado a 18 de outubro de 1939, sob o pretexto de armazenar armas e munições. Uma das ruas da cidade recebeu o nome dele.
Desde março de 1940, por mais um ano houve um gueto em Chocz. Havia 39 judeus no gueto, usados pelos nazistas para reparar ruas, cortar lenha e carregar água. Os alemães usaram-nos para demolir 4 imagens religiosas e a estátua de Józef Piłsudski em Chocz.
A população polonesa foi levada para o Governo Geral ou para o trabalho forçado na Alemanha. A população que trabalha na produção de artefatos de vime foi reassentada à força, por isso várias famílias viviam numa só casa. A produção desses objetos ocorreu inicialmente no mosteiro, depois no presbitério. Os legumes eram cultivados no terreno da igreja.
No final de 1944, um foguete de teste V-1 caiu em Chocz.
O Exército Vermelho libertou Chocz em janeiro de 1945.

### Após a Segunda Guerra Mundial
Após a Segunda Guerra Mundial, a divisão administrativa da Segunda República Polonesa foi restaurada. Até 1956, Chocz estava no condado de Kalisz e, a partir desse ano, no condado de Pleszew.
Desde a libertação, a reforma agrária foi introduzida. Foi realizada pelo plenipotenciário distrital para a reforma agrária em Kalisz, e a nível municipal, por 20 plenipotenciários municipais. A reforma foi concluída em abril de 1945.
Em 1948, por iniciativa do Corpo de bombeiros de voluntários, uma estátua de São Lourenço foi erguida no local onde uma igreja foi destruída durante a guerra com o apoio financeiro da população.
A comuna tinha um caráter agrícola, embora na própria Chocz os artífices: marceneiros, construtores de rodas de madeira, sapateiros, cesteiros estivessem em atividade. Chocz era o centro do trabalho em vime, incluindo mobiliário de vime, que era exportado para a Europa, os Estados Unidos e o Canadá. Chocz garantiu a comunicação com Kalisz, Pleszew e Gniezno via transporte público de empresa de ônibus.
Desde 1956, um cinema permanente no edifício do Corpo de bombeiros voluntários iniciou a sua atividade.
Nos anos 70, Chocz era líder na criação de ovinos. Na primeira metade dos anos 70, houve incêndios graves. Naquela época, a construção residencial e comercial se desenvolveu. Um conjunto habitacional unifamiliar foi construído. Em 1975, uma ponte de concreto armado foi comissionada, conectando Chocz a Pleszew. No mesmo ano, foi criada a Cooperativa de Produção Agrícola. Foram construídos um centro de saúde, jardim de infância, casa do professor, ponto de ônibus, posto de gasolina, escritório da comunidade, estação de tratamento de água e abastecimento de água. A consolidação de terras foi realizada.
Nos anos 80, a situação econômica de Chocz entrou em colapso. A recuperação econômica começou no início dos anos 90. Novas estradas foram construídas conectando Chocz às aldeias da comuna, acostamentos ao longo da estrada n.º 442 da voivodia, ampliação da escola com pavilhão esportivo, reconstrução de ruas e calçadas.
Em 1 de janeiro de 2015, a cidade recuperou seus direitos municipais.

## Monumentos

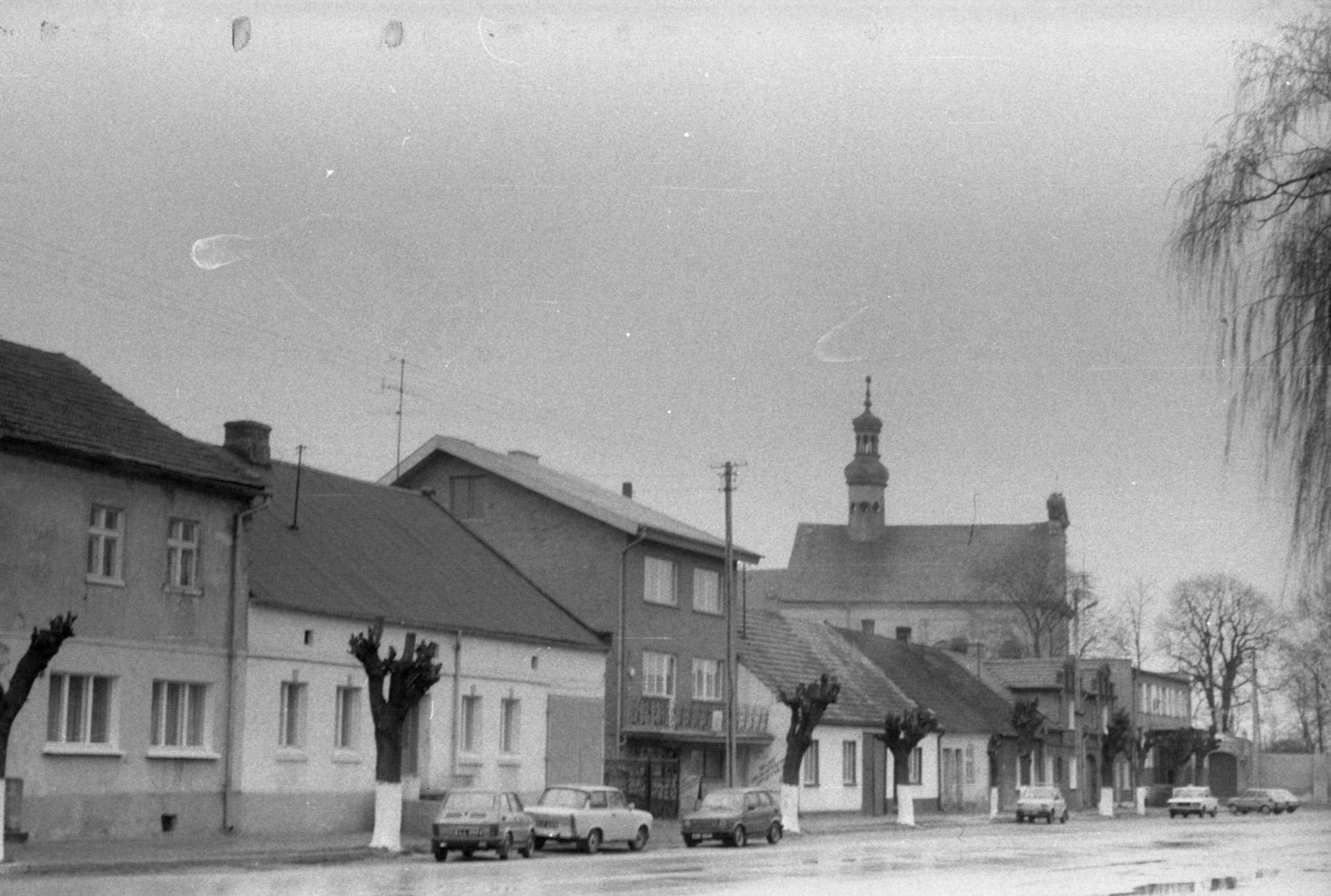
Praça principal de Chocz em 1992

### Monumentos protegidos por lei
- Igreja Colegiada da Assunção de Nossa Senhora, barroca, construída na virada dos séculos XVII e XVIII,
- Palácio barroco dos franciscanos reformados de 1790 erigido no local de um antigo castelo, hoje presbitério,[8]
- Igreja do mosteiro barroco de São Miguel Arcanjo, do século XVIII,[8]
- Convento franciscano do século XVIII, fechado em 1957, reutilizado pelos franciscanos da Província de Katowice desde 2005; no período entre guerras, o lugar de residência de frei Euzebiusz Huchracki,[8]
- Traçado urbano histórico e estratos culturais arqueológicos.[8]

### Outros objetos históricos
- Antiga torre de vigia de fronteira russa do século XIX,
- Dois postos de fronteira metálicos do Reino da Polônia,
- Antigo presbitério da igreja paroquial de São Lourenço,
- Estátua de São Lourenço.

## Educação
Em Chocz existe o complexo escolar Major Henryk Sucharski, que consiste em três instituições educacionais: jardim de infância, escola primária e escola secundária.

## Turismo

### Trilhas de caminhada
- Passeio "Nad Prosną" (aproximadamente 3 km).

### Rotas turísticas de bicicleta
- Ciclovia verde (13,5 km): Chocz-Stara Kaźmierka-Józefów-Nowy Olesiec-Chocz.
- Ciclovia amarela (16,3 km): Chocz-Stara Kaźmierka-Nowa Kaźmierka-Niniew-Kwileń-Chocz.
- Ciclovia vermelha (27,8 km): Chocz-Stary Olesiec-Piła-Kuźnia-Brudzewek-Nowolipks-Nowy Olesiec-Chocz.

### Westernland
A uma distância de cerca de 5 km de Chocz está Westernland - a maior vila indígena da Europa.

## Transportes

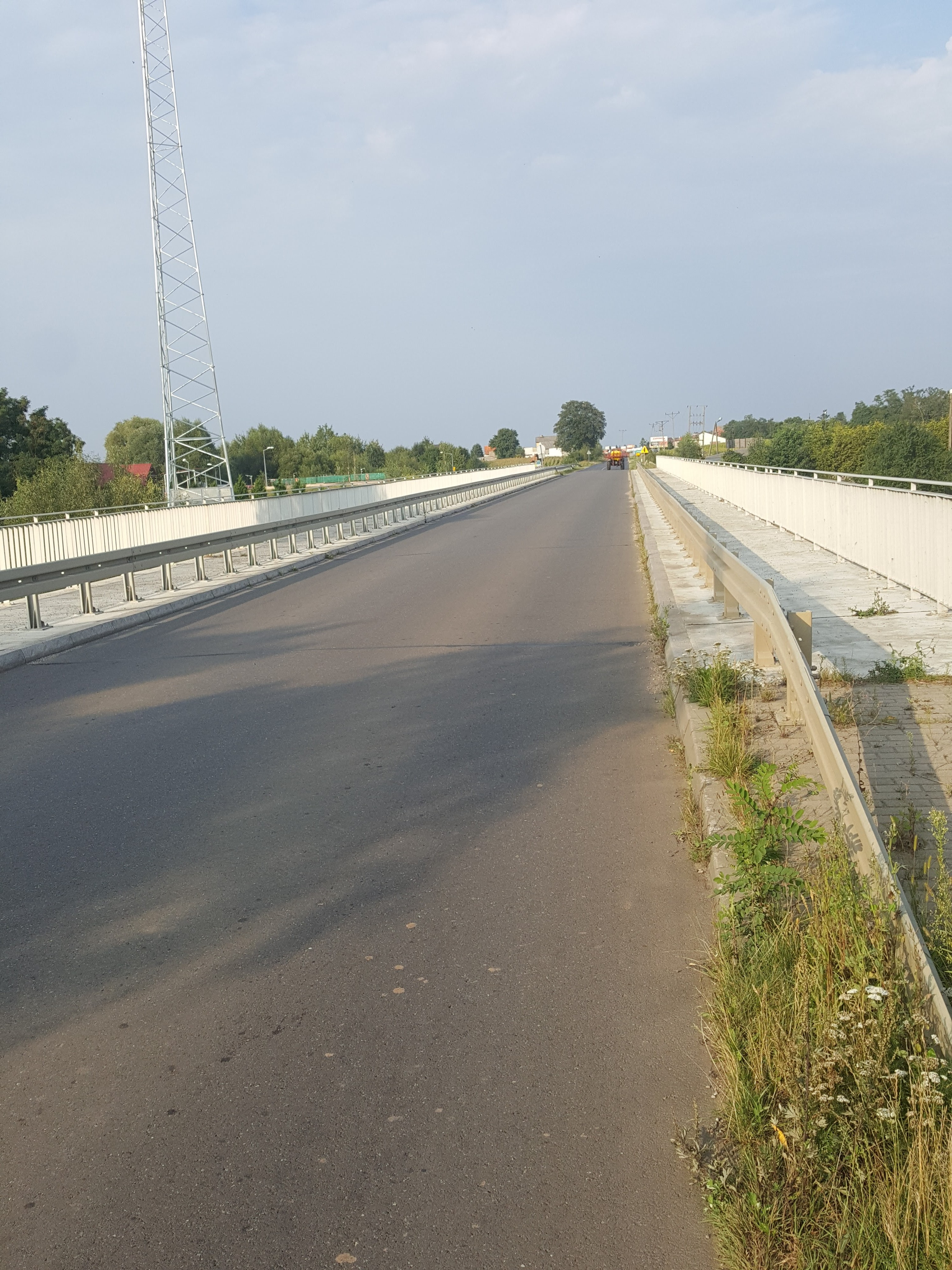
Ponte sobre o rio Prosna ao longo da estrada do condado n.º 4334P para Pleszew

### Transporte rodoviário
- Estrada da voivodia n.º 442 – estrada provincial do noroeste que atravessa Pyzdry até Września (onde se conecta à estrada nacional n.º 92) e do sudeste para Kalisz (onde se conecta com a estrada nacional n.º 12 e a estrada nacional n.º 25).

Além da estrada da voivodia n.º 442, várias estradas do condado partem de Chocz: n.º 4334P até Pleszew, n.º 4320P até Nowy Oleśiec, n.º 4310P por Stara Kaźmierka e Nowa Kaźmierka até Białobłoty.

### Transporte ferroviário
Não há linha ferroviária através de Chocz. As estações mais próximas são: Kowalewie-Pleszew (16 km), Kalisz (35 km) e Ostrów Wielkopolski (43 km).

## Esporte
Clubes esportivos:
- KS Prosna-Chocz-Kwileń - seção de futebol (Grupo 1 da Classe A da Associação Distrital de Futebol de Kalisz)
- Clube de Beisebol Estudantil "PROSNA" Chocz
- Clube de Taekwondo ILYO

## Comunidades religiosas
- Igreja Católica de Rito Latino:
  - Paróquia de Santo André Apóstolo
- Testemunhas de Jeová:
  - Igreja de Chocz

## Galeria

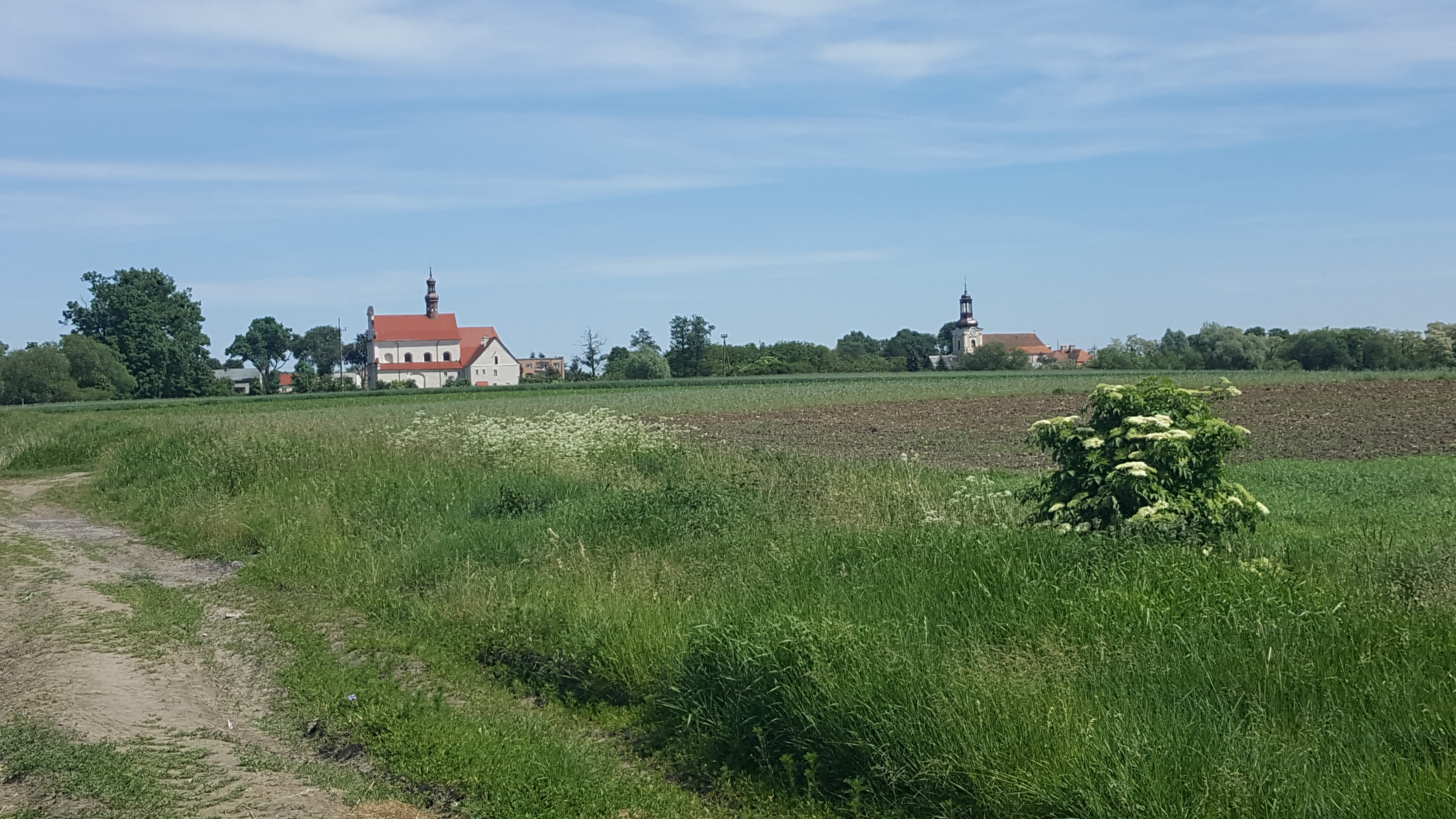
Vista da igreja colegiada e do mosteiro franciscano
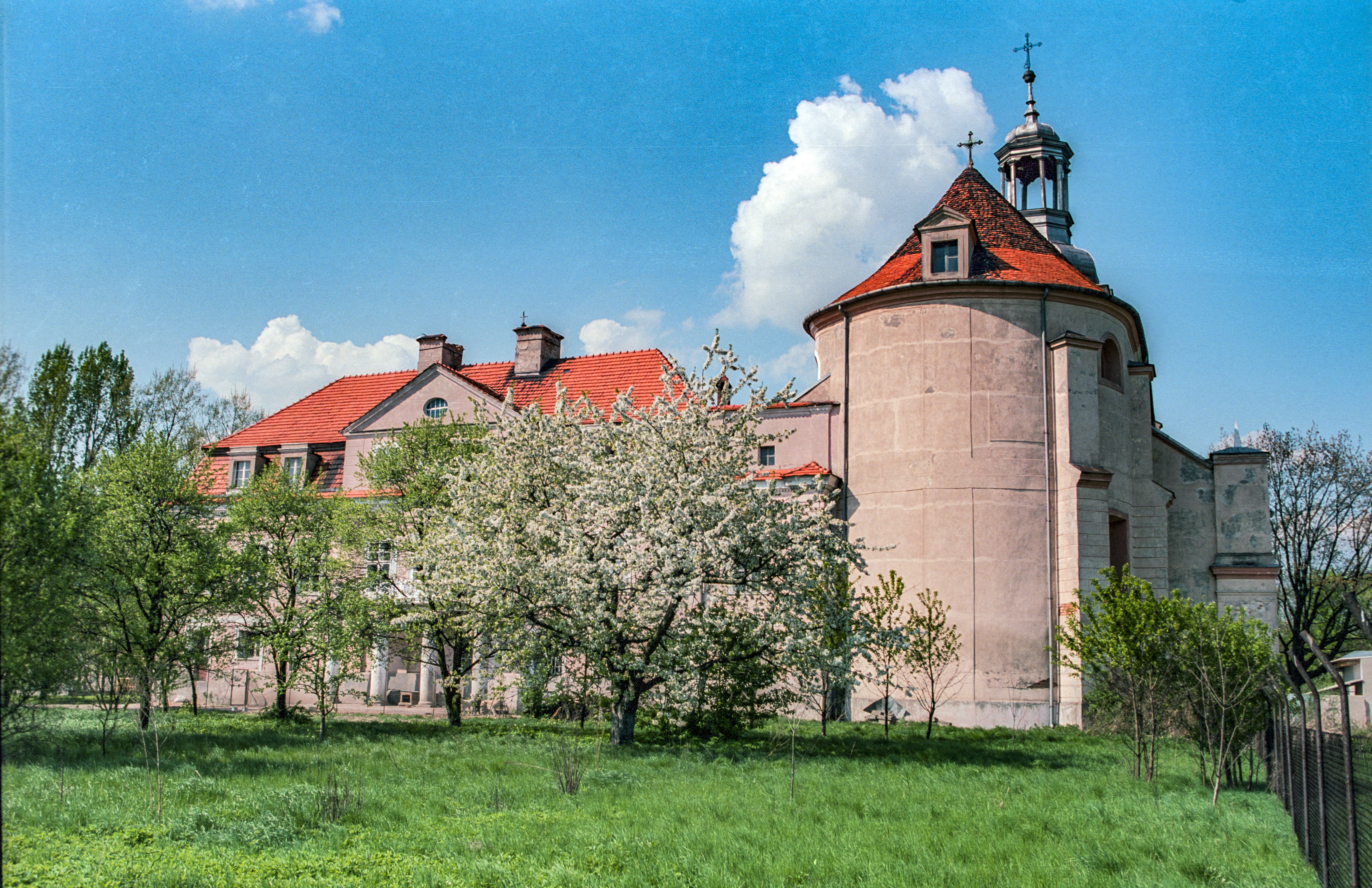
Igreja colegiada e casa paroquial em Chocz
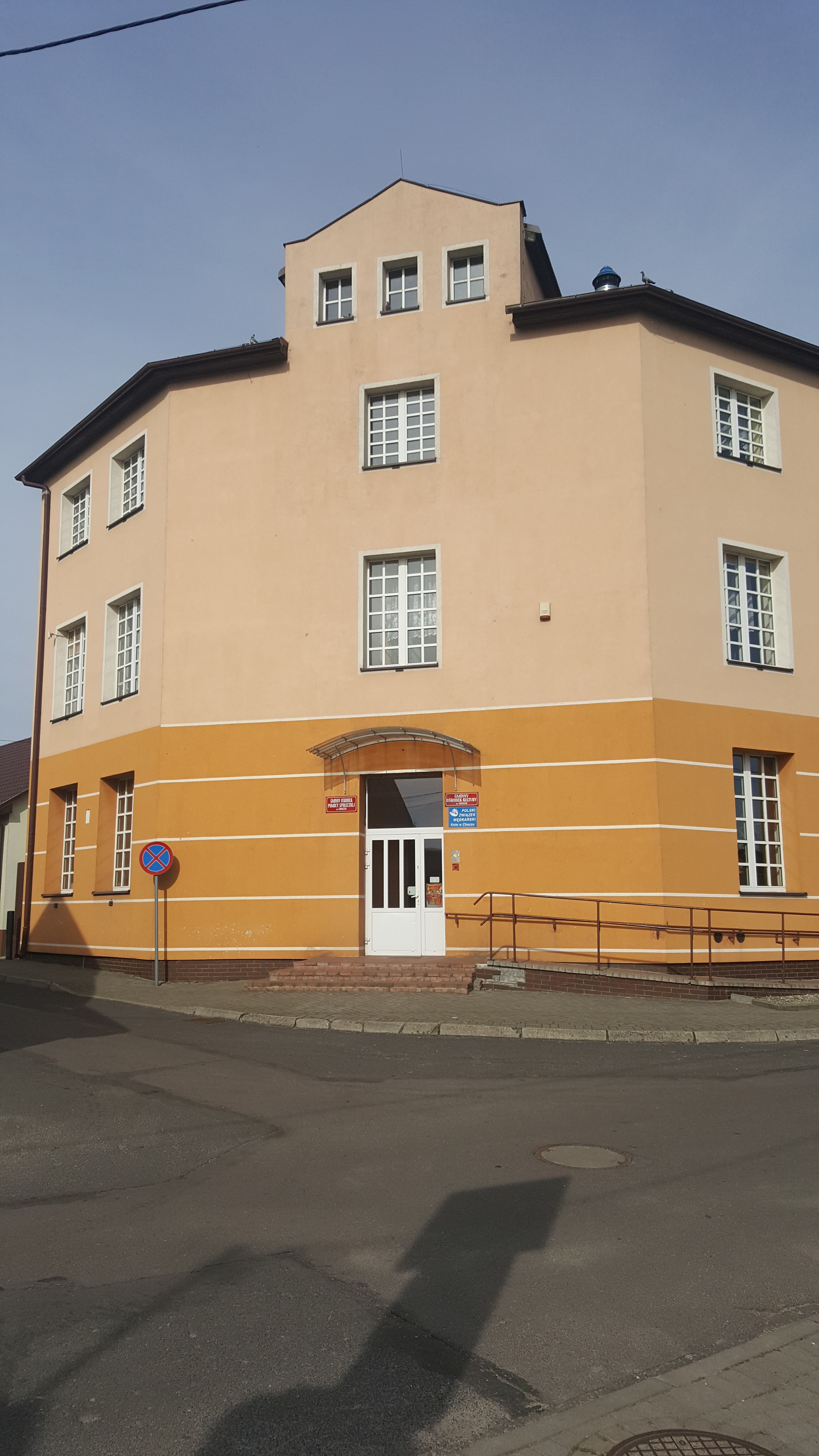
Centro Cultural Municipal
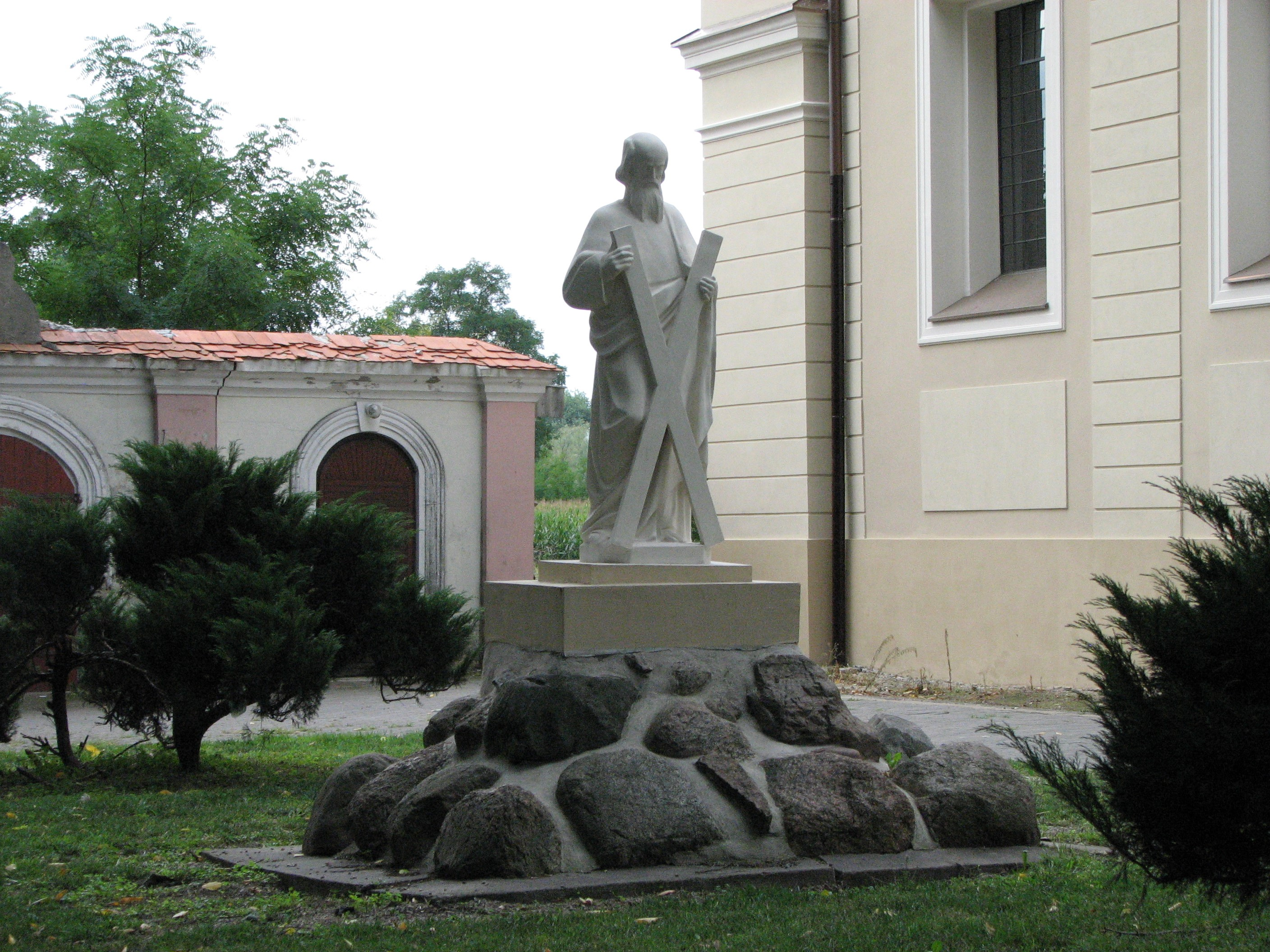
Monumento de Santo André Apóstolo
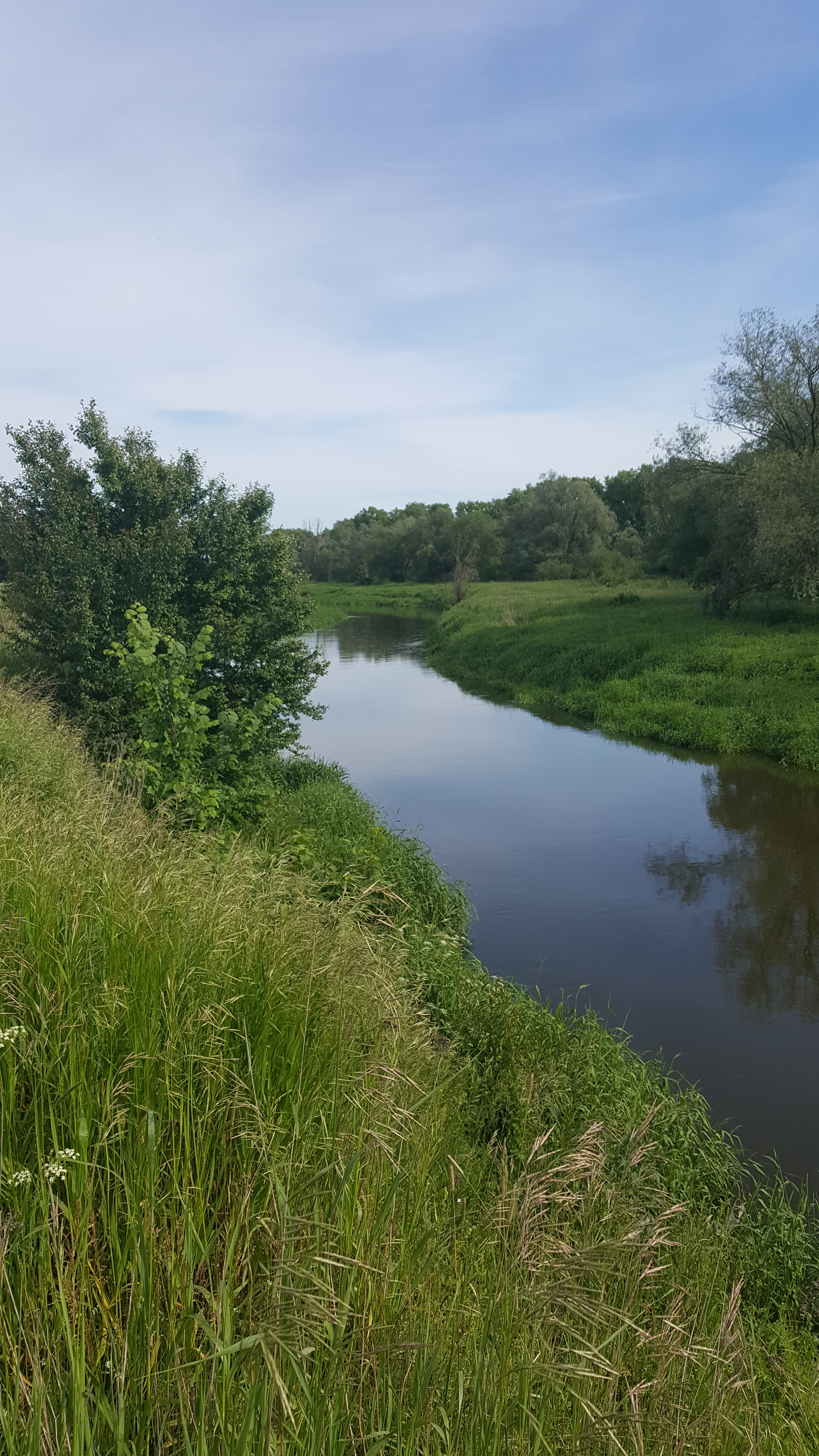
Rio Prosna perto de Chocz
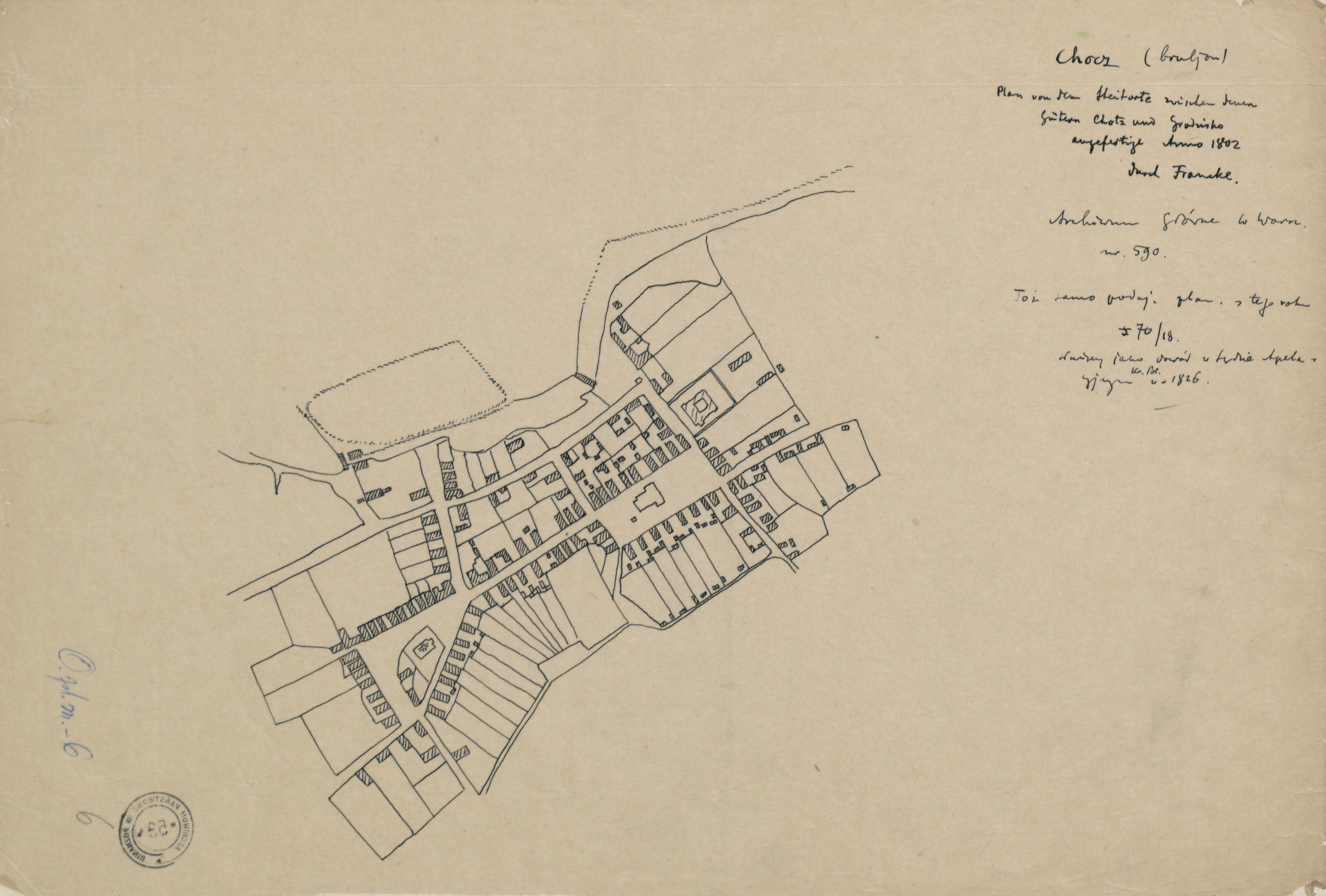
Planta da cidade de Chocz de 1802.